# Urtica membranacea
Espèce
Classification APG III (2009)
Urtica membranacea, l’Ortie douteuse ou Ortie à membranes, est une espèce de plantes à fleurs de la famille des Urticaceae. C'est une plante herbacée, urticante, présente sur le pourtour méditerranéen et dans le Finistère.

Elle a pour synonyme : Urtica dubia Forssk.

Il existe une sous-espèce Urtica membranacea subsp. neglecta.

## Description
L’ortie douteuse est une plante annuelle, de 30 à 80 cm de haut, dressée et souvent rameuse.
Ses feuilles opposées sont assez grandes, un peu plus longues que larges, ovales et aux bords dentés. Le pétiole fait à peu près la même longueur que le limbe et porte à sa base une seule stipule.
Les fleurs petites (1 mm), unisexuées sont rassemblées en grappes simples, spiciformes, elles aussi unisexuées. Les grappes inférieures sont toutes femelles, cylindriques ; les grappes supérieures sont mâles, plus longues que le pétiole de la feuille correspondante. Les fleurs sont insérées unilatéralement sur des axes bordés de deux ailes membraneuses. Cette forme est donc monoïque mais il existe parfois des formes dioïques, avec des pieds mâles et femelles séparés.
La floraison s’étale de mars à août et la pollinisation se fait par le vent (anémogamie).
La graine est un akène.

## Aire de répartition
En France, l’ortie douteuse se rencontre sur le pourtour méditerranéen (Pyrénées-Orientales, Gard, Bouches-du-Rhône, Var, Alpes-Maritimes), en Corse et dans le Finistère et les Côtes d’Armor où elle bénéficie d’un arrêt de protection.
C’est une plante essentiellement méditerranéenne, répartie d’Israël aux Açores.
Elle se plaît dans les décombres, les pelouses rudéralisées légèrement humides.

## Utilisations
Dans le sud de l’Italie, l’ortie douteuse est traditionnellement utilisée pour la lutter contre la toux et l’angine.